# Nissan Sunny
Nissan Sunny var en lille mellemklassebil fra Nissan Motor, som blev bygget mellem 1966 og 1995 og var forgænger for Nissan Almera og Nissan Note. Modellerne frem til 1975 blev solgt som Datsun 120Y i Europa og på andre markeder som Datsun 1200, mens modellerne mellem 1975 og 1982 blev solgt som Datsun Sunny. Udenfor Europa blev nogle modeller solgt som Nissan Pulsar.